# Torben Hundahl
Torben Peter Hundahl (født 16. juni 1945 i Holstebro død  2. oktober 1989) var en dansk skuespiller, speaker og lydbogsindlæser, der optrådte på forskellige scener i København og Ålborg. Han opnåede kun en forholdsvis kort filmkarriere, da han allerede i 1981 valgte at stoppe som skuespiller efter at have afsluttet indspilningerne af sin sidste film.

## Filmografi
- Farlig sommer – 1969
- Tintomara – 1970
- Revolutionen i vandkanten – 1972
- Præsten i Vejlby – 1972
- Flugten – 1973
- Kun sandheden – 1975
- Gangsterens lærling – 1976
- Hvem myrder hvem? – 1978
- Lille spejl – 1978
- Krigernes børn – 1979
- Kidnapning – 1982